# Mykolas Alekna
Mykolas Alekna, född 28 september 2002, är en litauisk diskuskastare. 
Han är son till den tvåfaldigt olympiska guldmedaljören i diskus, Virgilijus Alekna.
Han växte upp i Vilnius och började kasta diskus när han var 14 år gammal med tränaren Mantas Jusis som är chef över tränings orginisationen Jusis training. Jusis training har en central roll för idrott i Litauen.

## Karriär
I juni 2021 tog Alekna silver vid litauiska mästerskapen i Palanga efter ett kast på personbästat 63,52 meter och besegrades endast av Andrius Gudžius. Följande månad tog han guld vid junior-EM i Talinn efter ett kast på 68,00 meter, vilket var endast två centimeter från mästerskapsrekordet. I augusti 2021 tog Alekna även guld vid junior-VM i Nairobi efter ett kast på 69,81 meter, vilket blev ett nytt mästerskapsrekord.
Under 2022 började Alekna studera psykolgi vid University of California, Berkeley och tävlade för deras idrottssektion California Golden Bears. I mars 2022 kastade han 66,70 meter vid en tävling i San Diego, vilket blev ett nytt litauiskt U23-rekord samt det längsta kastet genom tiderna av en idrottare vid universitetet. Följande månad förbättrade Alekna sitt personbästa till 67,68 meter vid en tävling i Stanford, vilket var det längsta kastet genom tiderna av en tonåring. I maj 2022 förbättrade han sedan sitt personbästa till 68,73 meter vid en tävling i Eugene.
I juni 2022 tog Alekna guld vid litauiska mästerskapen i Šiauliai efter ett kast på 69,00 meter. Under samma månad förbättrade han sitt personbästa ytterligare till 69,81 meter vid Bauhausgalan i Stockholm. I juli 2022 tog han silver i diskustävlingen vid VM i Eugene och blev den yngsta VM-medaljören genom tiderna i diskus. Följande månad tog han guld vid EM i München med ett kast på 69,78 meter, vilket blev ett nytt mästerskapsrekord.
I april 2023 vid en tävling i Berkeley noterade Alekna ett nytt personbästa med ett kast på 71,00 meter och blev samtidigt den yngste diskuskastaren genom tiderna att kasta över 70 meter. I juli 2023 tog han guld vid U23-EM i Esbo samt vid litauiska mästerskapen i Palanga. Följande månad vid VM i Budapest tog Alekna brons i diskustävlingen.
Vid en diskustävling på Millican Field utanför Ramona i Oklahoma, USA den 14 april 2024 slog Alekna världsrekord med ett kast på 74,35 meter. Han raderade därmed ut ett 38 år gammalt rekord. Alla kast i tävlingen mätte över 70 meter. 

## Tävlingar

### Internationella
| År                   | Tävling                  | Plats                | Placering            | Gren                 | Distans              |
| Tävlande för Litauen | Tävlande för Litauen     | Tävlande för Litauen | Tävlande för Litauen | Tävlande för Litauen | Tävlande för Litauen |
| -------------------- | ------------------------ | -------------------- | -------------------- | -------------------- | -------------------- |
| 2021                 | Junioreuropamästerskapen | Talinn               | 1:a                  | Diskus (1,75 kg)     | 68,00 m              |
| 2021                 | Juniorvärldsmästerskapen | Nairobi              | 1:a                  | Diskus (1,75 kg)     | 69,81 m              |
| 2022                 | Världsmästerskapen       | Eugene               | 2:a                  | Diskus               | 69,27 m              |
| 2022                 | Europamästerskapen       | München              | 1:a                  | Diskus               | 69,78 m              |
| 2023                 | U23-europamästerskapen   | Esbo                 | 1:a                  | Diskus               | 68,34 m              |
| 2023                 | Världsmästerskapen       | Budapest             | 3:e                  | Diskus               | 68,85 m              |
| 2024                 | Europamästerskapen       | Rom                  | 3:e                  | Diskus               | 67,48 m              |

### Nationella
- Litauiska friidrottsmästerskapen (utomhus):
  - 2021:  Silver – Diskus (63,52 meter, Palanga)[21]
  - 2022:  Guld – Diskus (69,00 meter, Šiauliai)[21]
  - 2023:  Guld – Diskus (69,30 meter, Palanga)[21]

## Personliga rekord
Utomhus
- Diskus – 74,35 m (Ramona, Oklahoma, 14 april 2024)[21] (Världsrekord)